# Irving Samadhi Aguilar Rocha
Irving Samadhi Aguilar Rocha es investigadora, docente y filósofa mexicana adscrita a la Universidad Autónoma del Estado de Morelos. Su trabajo de investigación se centra en la filosofía contemporánea, cultura, espacio, tecnología e interculturalidad. Sus publicaciones han sido clave para la enseñanza de la filosofía en México.

## Trayectoria
Estudió un doctorado en filosofía en la Universidad de Barcelona en el Departamento de Filosofía Teorética y Práctica. Obtuvo el grado en el año de 2013 con la tesis titulada La casa, el sí mismo y el mundo: un estudio a partir de Gaston Barchelard.
Desde 2010 es profesora de tiempo completo de la Universidad Autónoma del Estado de Morelos en el Departamento de Filosofía. Es miembro y coordinadora de la Red de Investigación y Cooperación en Estudios Interculturales (RICEI) desde el 2015, donde trabaja sobre la gestión y vinculación de investigadores e instituciones para que se comparta conocimiento sobre estudios de interculturalidad y la información pueda estar alcance del público en general. Desde el 2020 es coordinadora del Departamento de Filosofía en el Instituto de Investigación en Humanidades y Ciencias sociales (IIHCS) de la Universidad Autónoma del Estado de Morelos.

### Líneas de investigación
Sus principales aportaciones son desde la filosofía contemporánea, cultura, espacio, tecnología e interculturalidad. Su trabajo de investigación tiene como objetivo el estudio de la ciudad, principalmente la transformación que se genera a través de las nuevas formas de vida intervenidas por los avances tecnológicos, el colonialismo y la globalización. Mediante sus investigaciones  se entienden las expresiones de las ciudades desde una perspectiva de crecimiento, arquitectura y aspecto energético, lo que permite entender la relación de los recursos entre los habitantes y la ciudad como tal.

## Reconocimientos
- Miembro regular de la Academia de Ciencias Sociales y Humanidades del Estado de Morelos desde 2016.[7]
- Pertenece al Sistema Nacional de Investigadores.[8]

## Publicaciones
Entre sus publicaciones más destacadas están: 
- La cuestión de la técnica y el pensamiento tecnocientífico: un acercamiento a la teoría de Ortega y Gasset. Revista Internacional de Humanidades 7 (2): 27-36, 2020
- Ciudad: contraste y transformaciones. Primera edición.- - México : Universidad Autónoma del Estado de Morelos. Centro de Investigación en Ciencias Sociales y Estudios Regionales, 2019.
- Tecnocientífico Hiperhumanidad Estudios Núm. 36 (2018): junio de 2018 - noviembre de 2018 - Artículos
- «Pensar la cultura y la interculturalidad en los espacios urbanos o ciudades contemporáneas.» en El paradigma de la interculturalidad entre el debe ser y el ser. Coord. Huerta, M. & Canto, R. Ed: BUAP, México. 2017.
- Territorio, recursos naturales y procesos productivos. Ed: Universidad Autónoma del Estado de Morelos. 2016

Junto con Ernesto Priani Saisó escribió el libro Filosofía el cual promueve los contenidos y los objetivos de estudio de la filosofía así como sus aplicaciones en la vida cotidiana. Este libro es utilizado para la enseñanza de la filosofía  en México.